# بانویتس
بانویتس (به آلمانی: Bannewitz) یک روستا و شهر در آلمان است که در زاکسن واقع شده‌است. بانویتس ۱۰٬۷۷۹ نفر جمعیت دارد.

## خواهرخوانده
شهر برواناینگن خواهرخواندهٔ بانویتس هست.